# Glück gehabt (2019)
Glück gehabt ist ein österreichischer Spielfilm von Peter Payer aus dem Jahr 2019 mit Philipp Hochmair, Larissa Fuchs und Julia Roy in den Hauptrollen. Das Drehbuch basiert auf dem Roman Das Polykrates-Syndrom (2014) von Antonio Fian. Die Premiere war am 10. Dezember 2019 im Wiener Gartenbaukino, der österreichische Kinostart erfolgte am 20. Dezember 2019. Beim Fünf Seen Filmfestival wurde Glück gehabt am 26. August 2020 als Eröffnungsfilm gezeigt. Im ORF wurde der Film am 9. Juli 2021 erstmals ausgestrahlt.

## Handlung
Artur ist  Ende 30, ein ausgebildeter Lehrer und talentierter Zeichner, aber ohne großen Ehrgeiz. Er arbeitet in einem Kopierladen, gibt Nachhilfestunden und führt eigentlich eine glückliche Ehe mit der Lehrerin Rita, die wesentlich ehrgeiziger und daher auf dem Sprung zur Schuldirektorin ist. Freizeit und Eheleben sind zur Routine geworden, am liebsten schlurft Artur in Pyjama und Schlapfen durch seine Wohnung.
Die Gemütlichkeit in Arturs Leben endet, als die junge und attraktive Alice in den Copyshop und damit in Arturs Leben tritt und damit seines auf den Kopf stellt. Artur beginnt mit Alice eine heimliche Affäre und damit einher gehen eine Reihe von Problemen. Alice macht sich in Arturs Leben breit, schleicht sich bei seiner Mutter und sogar bei seiner Frau ein. Schließlich eröffnet sie ihm auch noch von ihm schwanger zu sein. Doch auch Rita wird bald darauf schwanger.
Nachdem Alice in die Wohnung von Rita stürmt, und ihr von der Affäre und der Schwangerschaft erzählt, kommt Alice ums Leben. Laut Rita wollte Alice sie mit einem Hockeyschläger erschlagen und ist im Streit mit dem Kopf gegen eine Tischplatte gestürzt. Rita bittet Artur die Leiche von Alice verschwinden zu lassen, so wie er das zuvor mit der Leiche des Ex-Freundes von Alice gemacht hatte, der in der Wohnung von Alice ums Leben gekommen war. Artur zerstückelt die Leiche von Alice und bringt die einzelnen Teile in Plastiksäcken verpackt in den Müll.
Von einem Inspektor erfahren sie, dass Arturs kurz zuvor verstorbene Mutter möglicherweise ermordet wurde. Demnach habe sie in letzter Zeit öfter Besuch von einer jungen Dame erhalten. Der Kommissar verdächtigt aber auch Artur des Mordes an seiner Mutter. Letztlich bleiben aber alle drei Todesfälle ungeklärt. Rita und Artur ziehen mit ihren, inzwischen zur Welt gekommenen Zwillingen in eine Wohnung ins Grüne. Als Titel für seinen Comic schlägt Artur „Glück gehabt“ vor. Dass die Zwillinge ein asiatisches Aussehen haben, scheint Artur nicht zu stören. Rita war ein Jahr zuvor mit einem Japaner in der Oper gewesen.

## Produktion
Die Dreharbeiten fanden vom 4. Dezember 2018 bis zum 26. Jänner 2019 in Wien statt. Unterstützt wurde der Film vom Österreichischen Filminstitut, vom Filmfonds Wien und von Filmstandort Austria, beteiligt war der Österreichische Rundfunk. Produziert wurde der Film von der Prisma Film.
Für Ton und Sounddesign zeichneten Gregor Kienel und Veronika Hlawatsch verantwortlich, für das Kostümbild Christine Ludwig, für das Szenenbild Conrad Moritz Reinhardt und Anna Seidl und für die Maske Evgenia Popova und Danijela Brdar.
Der Film ist die sechste Arbeit von Peter Payer für das Kino und nach Untersuchung an Mädeln (1999) nach dem Roman von Albert Drach, Villa Henriette (2004) nach dem Kinderbuch von Christine Nöstlinger und Freigesprochen (2007) nach dem Theaterstück Der jüngste Tag von Ödön von Horváth dessen vierte Literaturverfilmung.

## Rezeption
Franco Schedl befand auf film.at, dass Peter Payer mit seiner Fian-Verfilmung einen interessanten Stilmix mit spielfreudigen Darstellern böte, der Vergnügen bereite und in dem von Romanze bis Horror alles enthalten sei. Die Zuschauer dürften sich auf etliche unvorhersehbare Wendungen gefasst machen. Denn was als relativ harmloses Geplänkel eines gelangweilten Ehemannes beginnt, entwickle sich immer mehr zu einem Krimi und Psychothriller der sogar über Horror-Elemente verfüge. Dabei bliebe der Erzählton vorwiegend komödiantisch. Eine weitere Stärke der Story bestünde darin, dass immer wieder verblüffende Wiederholungen und Spiegelungseffekte auftreten, die an der Realität des Vorgefallenen zweifeln lassen könnten.